# Rümligen
Rümligen is een plaats en voormalige gemeente in het Zwitserse kanton Bern, en maakt deel uit van het district Bern-Mittelland. Op 1 januari 2021 ging Rümligen op in de gemeente Riggisberg.
Rümligen telt 442 inwoners.